# Urago d’Oglio
Urago d’Oglio ist eine norditalienische Gemeinde (comune) mit 3782 Einwohnern (Stand 31. Dezember 2023) in der Provinz Brescia in der Lombardei. Die Gemeinde liegt etwa 28 Kilometer westlich von Brescia. Urago d’Oglio ist Teil des Parco dell'Oglio Nord und grenzt unmittelbar an die Provinz Bergamo. Diese Grenze im Osten der Gemeinde bildet der Oglio.

## Verkehr
Durch die Gemeinde führt die frühere Strada Statale 11 Padana Superiore (heute eine Provinzstraße) von Turin nach Venedig.